# Edvin Muratovic
Edvin Muratovic (* 15. Februar 1997 in Düdelingen) ist ein luxemburgischer Fußballspieler mit montenegrinischen Wurzeln, der seit 2024 beim Odra Opole in Polen unter Vertrag steht.

## Karriere

### Verein
Von seinem Heimatverein Jeunesse Esch wechselte er 2014 über den F91 Düdelingen in das Centre de Formation des französischen Vereins FC Metz. Dort blieb er anderthalb Jahre und schloss sich dann vor der Saison 2015/16 dem 1. FC Saarbrücken in der A-Junioren-Bundesliga Süd/Südwest an. Hier erzielte er in 16 Ligaspielen vier Treffer für die Saarländer.
Im Sommer 2016 wechselte er weiter zum belgischen Drittligisten Royal Excelsior Virton und pendelte dort zwischen Erster Mannschaft und dem Reserveteams des Klubs. In der Winterpause der Saison 2017/18 ging er zurück nach Luxemburg und spielte erneut für den F91 Düdelingen. Die folgende Spielzeit verbrachte er leihweise beim Ligarivalen FC Differdingen 03. Nach seiner Rückkehr zum F91 konnte er im Mai 2022 eine weitere nationale Meisterschaft feiern. In der folgenden Spielzeit gab dann der Ligarivale RFC Union Luxemburg die Verpflichtung des Stürmers bekannt.
Am 6. Februar 2024 verlieh ihn dann sein Verein bis zum Saisonende an den polnischen Zweitligisten Resovia Rzeszów. Dort erzielte der Mittelstürmer in seinem zweiten Ligaspiel beim 2:2-Unentschieden gegen Podbeskidzie Bielsko-Biała seinen ersten Treffer für den neuen Klub. Nach der Spielzeit, in denen er in neun Partien drei Mal traf, verpflichtet ihn dann der Ligarivale Odra Opole fest. 

### Nationalmannschaft
Nach diversen Einsätzen in den Jugendauswahlen Luxemburgs (23 Spiele/7 Tore) und Montenegro (2 Spiele) debütierte Muratovic am 7. Oktober 2020 beim Testspiel gegen Liechtenstein (1:2) für die luxemburgische A-Nationalmannschaft. Sechs Tage später erzielte der Stürmer seinen ersten Treffer ausgerechnet beim 2:1-Auswärtssieg in der UEFA Nations League gegen Montenegro. 

## Erfolge
- U-19 Saarlandpokalsieger: 2016
- Luxemburgischer Meister: 2018, 2022